# 蓝色矢车菊
《藍色矢車菊》是台灣導演陳銘章的首部電影作品，2009年拍攝，2010年4月殺青，拍攝地點包括三亚市、高雄等地。
《藍色矢車菊》源自安徒生童話《海的女兒》（美人魚），以藍色海洋和美麗矢車菊貫串全劇，宛如現代版的海洋浪漫愛情故事，正是陳銘章最擅長導演的題材。

## 主演
- 方中信 飾 聶華晨
- 范文芳 飾 桑云
- 張震 飾 威廉
- 江一燕 飾 桑朵
- 張國柱 飾 聶明思
- 夏台鳳 飾 索菲亞
- 張儷 飾 伊拉
- 李東學，飾演：財務經理
- 林更新，飾演：南海天酒店銷售經理
- 杜十五，飾演：崔璨
- 冯惠媛，飾演：酒店女服務人員

## 外部連結
- Yahoo奇摩電影上《蓝色矢车菊》的資料（繁體中文）
- MSN娛樂上《蓝色矢车菊》的資料（繁體中文）

- 開眼電影網上《蓝色矢车菊》的資料（繁體中文）
- 香港影庫上《蓝色矢车菊》的資料（繁體中文）
- 时光网上《蓝色矢车菊》的資料（简体中文）
- 豆瓣电影上《蓝色矢车菊》的資料 （简体中文）
- 互联网电影数据库（IMDb）上《蓝色矢车菊》的资料（英文）